# Orygocera mokotraella
Orygocera mokotraella is een vlinder uit de familie van de Depressariidae (Platlijfjes). Deze soort is voor het eerst wetenschappelijk beschreven als Rhozale mokotraella door Pierre Viette in een publicatie uit 1985.
De soort komt voor in Madagaskar.